# فهرست شهرک‌ها در ولز
این مقاله فهرستی از شهرک‌ها در کشور ولز است.

## A
ابرئیرون, ابراون, ابربارگوید, ابرکارن, Abercwmboi, ابردیر, ابرگاونی, آبرگل, ابرپورث, ابرتیلری, آبریستویث, Afonwen, املوخ, آمانفورد, Argoed

## B
Bagillt, بالا، گوینز, بنگور، ولز, بارگوئد, بارموث, بری، ولز, بیومارس, بدواس, Benllech, بتسدا، گوینز, بلاینا فستینیوگ, بلین‌آون, بلکوود، ولز, بلاینا, برکون, بریجند, بریتون فری, برینمور, بوکلی, بیلث ولز, باری پورت

## C
Caerleon, کرناروون, کائرفیلی, کرویس, کالدیکات, کاردیف, کاردیگان، کردیگیون, Carmarthen, چپستاو, چیرک, کیلگران, کولوین بی, کاناز کی, کانوی، ولز, کورون, کاوبریج, کریکیث, کیرکهاول, کروملین، ولز, Cwmamman, کومبرن

## D
دنبی، ولز, دولگسای

## E
ابو ویل, Ewloe

## F
Ferndale, فستینیوگ, Fishguard, فلینت، فلینتشر

## G
Gelligaer, گلینث, گودیک, گورسینون, Gresford

## H
Hakin, هارلخ, Haverfordwest, هی-اون-وای, هولت، ولز, هولیهد, هولیول

## K
کیدولی, نایتون، پویس

## L
لمپتر, لارن, Llanberis, Llandeilo, لندووری, لندریندود ولز, ساندیدنو, ساندیدنو جانکشن, Llanddulas, لندیسول, سانسی، ولز, سنوایر کرینیون, سانفایرفخان, سانویسین, سانگونی, سانگوسن, سانیدوئس, سانروست, سانتریسانت, سانتویت میجر, Llanwrtyd Wells, Llanybydder, لاکور

## M
Machynlleth, مایستگ, منای بریج, مرثر تیدویل, میلفود هیون, مولد، فلینتشر, مونماوت, مونتگومری، پویس, منتین اش، روندا کنون تاو, Maesglas Miskin

## N
ناربرث، پمبروکشر, نیث، ولز, نوین، ولز, نیوبریج، کرفیلی, نیوکاسل املین, نیوپورت, نیوپورت، پمبروکشر, نیو کی, نیوتاون، پویس, نیلند

## O
اولد کولوین, اولد رادنور, Overton-on-Dee

## P
پمبروک، پمبروکشر, پمبروک داک, پنارث, پنکوید, پانماین‌ماور, Penrhyn Bay, پونتارداو, Pontarddulais, Pontyclun, پونتیپول, پونتیپرید, پورت تالبوت, Porth, پورثکول, پورثمدوگ, پرستاتین, پرستین, پوسهلی

## Q
Queensferry

## R
ریادر, ریتلن, ریل، ولز, ریمنی, ریسکا, ریثین

## S
سنت اسف, سنت کلئرز, سنت دیویدز, Senghenydd, سالتنی, شاتون، فلینتشر, سوانزی

## T
تالگارث, تمپیلتون, Tenby, تونیپاندی, تردگار, ترگارون، ولز, ترهاریس, تراورچی, Tywyn

## U
آسک، ولز

## W
ولشپول, ویتلند, ورکسام

## Y
استرادگنلایس, استراد میناخ, Ynysddu